# Alburnus adanensis
Alburnus adanensis är en fiskart som beskrevs av Battalgazi, 1944. Alburnus adanensis ingår i släktet Alburnus och familjen karpfiskar. Inga underarter finns listade i Catalogue of Life.